# Natalia Klimova
Natalia Guenrijivna Klimova (nacida el 31 de mayo de 1951 en Mariúpol, Unión Soviética) es una exjugadora de baloncesto ucraniana. Consiguió 6 medallas en competiciones oficiales con la URSS.